# Principauté de Freedonia
La Principauté de Freedonia est une micronation basée sur des principes du libertarianisme.

## Histoire
La Principauté de Freedonia est pensée comme un « projet hypothétique » par des adolescents américains en 1992. Le projet se concrétise en 1997. En 2001, la micronation tente de louer un territoire dans le Somaliland, l'offre est refusée.
Son premier leader fut un étudiant du Texas, John Kyle, qui prend le titre de Prince John.
La micronation disparaît discrètement en 2004, alors que le site internet finit par fermer en 2012.
En mai 2012, le Prince Jordan de Nouvelle Galles relance la micronation en en faisant une subdivision du Royaume de Williamsia, une micronation virtuelle galloise.

## Monnaie
La Principauté de Freedonia frappe sa propre monnaie : une pièce de cinquante dollars freedoniens en argent. Cinquante exemplaires seront mis en vente sur le site de la micronation.